# 大地真央
大地 真央（だいち まお、1956年2月5日 - ）は、日本の女優。元宝塚歌劇団月組トップスター。
戸籍名: 森田 真裕美（もりた まゆみ）、旧姓: 多田（ただ）。兵庫県洲本市出身。身長166センチ。愛称は真央、マミ。

## 来歴・人物
外国航路船長職・陸軍軍人などの経験をもつ父と横浜市出身の母のもと、三人姉妹の末子として出生。父は42歳、母は38歳という遅い子であった。4歳から日本舞踊を始める。
洲本市立洲本第二小学校を卒業、洲本市立洲浜中学校に進学。同校在学中に、ひょんなことから舞台に立ち、その面白さから芸能活動を希望するようになり、父に相談するも猛反対されてしまう。しかし、「宝塚歌劇団なら軍隊なみに規律が厳しいから、ためになるのではないか」との父の軍隊時代の友人の進言があり、受験を許された。
また、いとこにはコマ・スタジアムの社長だった白川公一がおり、毎年「宝塚カレンダー」が送られてきていた。
数か月の受験レッスンを受け、49人中42番目の成績で一発合格。中学卒業後1971年、宝塚音楽学校に入学。
のちトップスターになった時に、試験官だった内海重典に「なぜ私は合格できたのですか？」と問うと「試験では今の状態を見るだけでなく、その子のこれからの可能性を見るのだ。」と返答され「先生、見る目があったわね。」と発言した。
1973年、59期生として宝塚歌劇団に入団。芸名の「真央」は幼い頃から考えていたもので、「大地」は長姉の提案だったという。星組公演『花かげろう／ラ・ラ・ファンタシーク』で初舞台を踏む。宝塚入団時の成績は49人中25番。同期に平みち・姿晴香・四季乃花恵（笹本玲奈の母）・山城はるか・未沙のえる・湖条千秋らがいる。現役では専科所属の一樹千尋がいる。
翌年4月、月組に配属。新進男役スターとして早くから注目される。
1973年、ラジオ番組『MBSヤングタウン』（MBSラジオ制作）土曜日公開放送（司会: 桂三枝〈現・六代目桂文枝〉）のアシスタントを務める。
1975年、サンミュージックプロダクションのマネージメント協力のもと、アイドルとして『悲しみのアイドル』（日本コロムビア）のレコードリリース・テレビ・CM出演など活動（劇団内のオーディションで決まった約1年半の期限付き活動）を行ってきた。この時のキャッチフレーズは「まぶしいアイドル 太陽の19歳」。活動当初はあまり注目も集まらなかったために、レコードセールスなどは芳しくなかった。その後歌手としての活動は自然消滅している。
舞台では、1976年、『ベルサイユのばらIII』の小公子（役代わり公演ではフェルゼン役）など目立つ役どころを務めるようになる。また新人公演の主役を多数務める。
1980年、当時の月組トップ兼副組長の榛名由梨のもと二番手男役になる。
1981年の本公演『新源氏物語』では日程中数日間主役・榛名にかわり光源氏を演じた。
1982年、『あしびきの山の雫に』で大津皇子を演じる。同公演では入団1年目の黒木瞳が相手役の石川郎女役に大抜擢され、併演のショーでも大地と組んだ。榛名の専科異動に伴い、『愛限りなく/情熱のバルセロナ』で月組トップスターの座に就く。トップ娘役には黒木が就任したが、『愛限りなく』（『春琴抄』）では若手娘役：春風ひとみが相手役となり、『情熱のバルセロナ』ではベテラン女役スターの条はるきも黒木と並び別格スターとして大地の相手役をつとめた。
1984年、自ら劇団に企画を提案し『ガイズ&ドールズ』日本初演でスカイ役を演じた。1985年9月1日に『二都物語/ヒートウェイブ』で黒木と共に退団。以後は女優としてミュージカルなど舞台を中心に活躍をしている。特に『風と共に去りぬ』のスカーレット役・『マイ・フェア・レディ』のイライザ役が当たり役として知られる。イライザ役については、2010年の博多座、中日劇場、東京公演にて卒業。
2010年の『マイ・フェア・レディ』博多座公演初日では、東宝ミュージカル主演2300回を達成し、10月29日には『マイ・フェア・レディ』の主演600回を達成した。
私生活では舞台『風と共に去りぬ』他で共演が多かった松平健と1990年に神前結婚したものの、2004年に離婚。
2007年、12歳年下のインテリアデザイナー森田恭通と再婚。3月14日、ファンクラブの公式ホームページにて婚約を発表。インテリアデザイナーとして東京・大阪・ニューヨーク・香港などにあるレストランやバーの内装デザインをあまた手がける森田との婚約は、多方面から祝福された。7月25日、フランス・シャンパーニュ地方の教会で挙式。日本に帰国後、都内某所にて関係者を招待した結婚披露パーティーを開催。その中には、大地を芸能界のママと慕う神田沙也加も出席した。
2014年、古巣である宝塚歌劇団創立100周年を記念して創立された『宝塚歌劇の殿堂』最初の100人のひとりとして殿堂入りを果たしている。
2019年4月より、インスタグラムに目玉焼きとケチャップ、亜麻仁油による目玉焼きアート写真を投稿するようになり、2021年には東京と大阪で「MAO PECCASO DAICHI＃目玉焼きオリジナルアート展」を開催した。

## 宝塚歌劇団時代の主な活動

### 主な舞台
1973年
- 3月 - 4月 「花かげろう」「ラ・ラ・ファンタシーク」（初舞台）
- 5月 「新・花かげろう」「ラ・ラ・ファンタシーク」
- 10月 「秋の宝塚踊り」「イフ…」

1974年
- 7月 「花のオランダ坂」「インスピレーション」
- 9月 「秋扇抄」「ベルサイユのばら」 - 新人公演：小公子（本役：常花代）

1975年
- 1月 「春鶯囀 (宝塚歌劇)」「ラビング・ユー」

1976年
- 3月 「赤と黒」 - 新人公演：フーケ（本役：瀬戸内美八）、「イマージュ (宝塚歌劇)」で復帰（東京公演）
- 5月 - 6月 「スパーク&スパーク」「長靴をはいた猫 (宝塚歌劇)」 - 6月・新人公演：ジャック（本役：大滝子）
- 8月 「ベルサイユのばらIII」 - 小公子、（役替りで）フェルゼン（東京公演）
- 11月 - 12月 「紙すき恋歌」「バレンシアの熱い花」 - 新人公演：ロドリーゴ（本役：瀬戸内美八）

1977年
- 3月 - 5月 「風と共に去りぬ」 - 機関士、4月・新人公演：スカーレット（本役：順みつき）
- 9月 - 11月
  - 「わが愛しのマリアンヌ」 - 11月・新人公演：クレアント（本役：榛名由梨）
  - 「ボーイ・ミーツ・ガール(宝塚歌劇)」

1978年
- 3月 - 5月 「祭りファンタジー」「マイ・ラッキー・チャンス」 - 5月・新人公演：ミスター・ラッキーI（本役：榛名由梨）
- 6月 「マリウス(宝塚歌劇)」 - マリウス（バウホール公演）
- 8月 - 9月
  - 「隼別王子の叛乱 (宝塚歌劇)」 - 安麻
  - 「ラブ・メッセージ」
- 10月 - 11月 中南米公演

1979年
- 2月 - 3月 「日本の恋詩」「カリブの太陽」 - ヘンリー
- 4月 - 5月 「ロミオとジュリエット」 - ロミオ（バウホール公演）
- 6月 - 8月
  - 「春愁の記」 - 不動丸
  - 「ラ・ベルたからづか」 - ディガディガの青年
- 9月 「恋とかもめと六文銭」 - 真田大助（バウホール公演）
- 11月 「バレンシアの熱い花」 - ロドリーゴ、「ラ・ベルたからづか」（東京公演）

1980年
- 1月 - 2月
  - 「アンジェリク (宝塚歌劇)」 - フィリップ・デュ・プレシ・ベリエール侯爵
  - 「仮面舞踏会 (宝塚歌劇)」
- 2月 - 3月 「ワンモア・ドリーム」 - マリオン（バウホール公演）
- 6月 - 8月 「スリナガルの黒水仙」 - ディリプ、「クラシカル・メニュー」 - まぼろし人A、白馬S

1981年
- 1月 - 2月 「ジャンピング!」「新源氏物語」 - 惟光、夕霧（二役）
- 2月 - 3月 「ディーン (宝塚歌劇)」 - ジェームス・ディーン（バウホール公演）
- 4月 「新源氏物語」 - 惟光、夕霧（二役） ※役代わり公演で光源氏も演じた。（東京公演）
- 6月 - 8月 「白鳥の道を越えて」 - ギスカール、「ザ・ビッグ・アップル」 - 踊る女
- 9月 「公開講座」（朝日カルチャーセンター）
- 11月 - 12月 「天明ふあんたじい」 - 水船隼人（バウホール公演）

1982年
- 2月 - 3月
  - 「あしびきの山の雫に」 - 大津皇子
  - 「ジョリー・シャポー」 - 町の青年A
- 5月 「DEAN」 - ジェームス・ディーン（西武劇場公演）
- 8月 「シブレット(宝塚歌劇)」（バウホール公演）
- 10月 - 11月
  - 「愛限りなく」 - 佐助

### 月組トップ時代
1982年
- - 「情熱のバルセロナ」 - フランシスコ・ラフォーレ（トップ披露公演演目）

1983年
- 1月 「まい・みらくる」 - クリスタル（バウホール公演）
- 3月 - 5月
  - 「春の踊り  南蛮花更紗」 - 祐佐、天草四郎
  - 「ムーンライト・ロマンス」 - ミシェル
- 6月 「恋と十手と千両箱」（バウホール公演）
- 9月 ディナーショー（新阪急ホテル、パレスホテル）
- 11月 - 12月
  - 「翔んでアラビアン・ナイト」 - カマラルザーマン、アブリザー（二役）
  - 「ハート・ジャック」 - ハート・ジャッカー

1984年
- 1月 「I am What I am」（バウホール公演）
- 2月 「公開講座」（朝日カルチャーセンター）
- 5月 - 6月
  - 「沈丁花の細道」 - 折岩半之助
  - 「ザ・レビューII -TAKARAZUKA FOREVER-」 - ジェラール、ビッグランド（二役）
- 9月 「I am What I am」（西武パルコ公演）
- 11月 - 12月 「ガイズ&ドールズ」 - スカイ・マスターソン（宝塚大劇場）
- 12月 ディナーショー（新阪急ホテル、パレスホテル）

1985年
3月 「ガイズ&ドールズ」 - スカイ・マスターソン（東京宝塚劇場）
- 5月 - 6月
  - 「二都物語 (宝塚歌劇)」 - シドニー・カートン
  - 「ヒート・ウェーブ」（サヨナラ公演演目）

### テレビドラマ
- 阪急ドラマシリーズ「たすきと包丁」（1974年4月、関西テレビ）　※準レギュラー
- 連続テレビ小説「虹を織る」（1980年10月 - 1981年4月） - 春風かおる 役
- 池中玄太80キロ 第2シリーズ 第13話 「数字で決めるな！」（1981年6月27日、日本テレビ系）
- 愛の讃歌 越路吹雪の青春（1983年5月11日・18日、TBSテレビ） - 主演・越路吹雪 役 前・後編(全2回)

### バラエティー
- バラエティー世界史漫遊（1975年、NHK） レギュラー

## 宝塚歌劇団退団後の主な活動

### 舞台
1986年
- 3月 「プリンセス・モリー」 - モリー・トビン（日生劇場）
- 4月 - 5月 「大地真央リサイタル」（東京パルコ劇場、大阪サンケイホール）
- 7月 「野田秀樹の十二夜」 - ヴァイオラ、セバスチャン（二役）（日生劇場）

1987年
- 3月 - 4月 「風と共に去りぬ」 - スカーレット（帝国劇場）
- 6月 - 7月 「大地真央リサイタル」（東京パルコ劇場、愛知文化講堂、大阪サンケイホール）
- 10月 「王子と踊り子」 - メアリー（青山劇場）

1988年
- 5月 - 6月 「羅因伝説」（新橋演舞場）
- 7月 - 8月 「大地真央リサイタル」（東京パルコ劇場、大阪サンケイホール、愛知厚生年金会館）

1989年
- 1月 - 2月 「カルメン」 - カルメン（青山劇場）
- 6月 「スーパーオペラ・海光」（横浜アリーナ）
- 8月 「エニシング・ゴーズ」 - リノ・スウィーニー（日生劇場）
- 10月 - 11月 「大地真央リサイタル」（東京パルコ劇場,大阪サンケイホール）

1990年
- 3月 - 4月 「マイ・フェア・レディ」 - イライザ（帝国劇場） ※この公演のイライザ役に対し第十五回菊田一夫演劇賞を受賞
- 7月 「エニシング・ゴーズ」（近鉄劇場）
- 10月 「20世紀号に乗って」（青山劇場）

1991年
- 7月 「エニシング・ゴーズ」（日生劇場）
- 8月 「エニシング・ゴーズ」（中日劇場） ※この公演の演技に対し名古屋演劇ペンクラブ受賞
- 11月 「大地真央リサイタル」（東京、大阪、神戸）

1992年
- 3月 - 4月 「サウンド・オブ・ミュージック」 - マリア（青山劇場）
- 9月 日中国交20周年記念公演「チンギス・ハーン わが剣熱砂を染めよ」（北京二十一世紀劇場） ※特別出演

1993年
- 4月 - 5月 「大地真央舞台生活20周年記念リサイタル」（東京パルコ劇場、大阪サンケイホール）
- 7月 「マイ・フェア・レディ」（劇場飛天）
- 11月 「レディ・ビー・グッド!」 - スージー（青山劇場）

1994年
- 9月 「マイ・フェア・レディ」（帝国劇場）
- 11月 「恋らんまん」 - 千姫（新橋演舞場）

1995年
- 4月 「サウンド・オブ・ミュージック」（帝国劇場）
- 5月 「サウンド・オブ・ミュージック」（中日劇場）
- 8月 「サウンド・オブ・ミュージック」（劇場飛天）
- 10月 「アイリーン」 - アイリーン（日生劇場）

1996年
- 2月 - 4月 「スカーレット」- スカーレット（帝国劇場） ※風と共に去りぬの続編の舞台化
- 10月 「エニシング・ゴーズ」（青山劇場）
- 11月 - 12月 全国12ヵ所コンサート「voyage」

1997年
- 4月 「マイ・フェア・レディ」（帝国劇場）
- 5月 「マイ・フェア・レディ」（劇場飛天）
- 9月 - 10月 「クレオパトラ」 - クレオパトラ（日生劇場）
- 11月 「クレオパトラ」（大阪松竹座）

1998年
- 3月 - 4月 「サウンド・オブ・ミュージック」（日生劇場）
- 5月 「アイリーン」（日生劇場）
- 6月 - 7月 25thリサイタル「Mindage」（名古屋、大阪、東京）
- 10月 「ローマの休日」 - アン王女（青山劇場）
- 11月 「ローマの休日」（劇場 飛天）※この公演の演技に対し平成10年度文化庁芸術祭賞の大賞を受賞。第二十四回菊田一夫演劇大賞受賞

1999年
- 2月 - 3月 「マイ・フェア・レディ」（帝国劇場）
- 5月 「ローマの休日」（中日劇場）
- 7月 「ローマの休日」（博多座）
- 10月 - 11月 青山劇場 「カルメン」（青山劇場）
- 12月 - 1月 グランドショー「MAny moons agO」（大阪、福岡、山梨、東京）

2000年
- 3月 - 4月 「ローマの休日」（帝国劇場）
- 6月 「ミツコ」クーデンホーフ・ミツコ（新橋演舞場）
- 8月 「サウンド・オブ・ミュージック」（梅田コマ劇場）
- 11月 「ワンス・アポン・ア・マットレス」 - ウィニフレッド姫（青山劇場）
- 12月 大地真央グランドショー「MAny moons agO II」（梅田コマ劇場）
  - この年に上演した「ローマの休日」「ミツコ」「ワンス・アポン・ア・マットレス」の演技に対し第22回松尾芸能賞・演劇優秀賞を受賞

2001年
- 1月 大地真央グランドショー「MAny moons agO II」（東京国際フォーラム）
- 3月 「カルメン」（中日劇場）
- 7月 - 8月 「風と共に去りぬ」-スカーレット（帝国劇場） ※東宝ミュージカル版
- 10月 「カルメン」（梅田コマ劇場）
- 12月 大地真央グランドショー「MAny moons agO III」（梅田コマ劇場）

2002年
- 1月 大地真央グランドショー「MAny moons agO III」（東京国際フォーラム）
- 3月 「パナマ・ハッティー」 - ハッティー（帝国劇場）
- 5月 「マイ・フェア・レディ」（中日劇場）
- 7月 「マイ・フェア・レディ」（博多座）
- 10月 「椿姫」 - マルグリット（新橋演舞場）
- 12月 「風と共に去りぬ」（梅田コマ劇場）

2003年
- 1月 「風と共に去りぬ」（梅田コマ劇場）
- 4月 「風と共に去りぬ」（中日劇場）
- 5月 「風と共に去りぬ」（帝国劇場）
- 10月 - 11月 「十二夜」 - ヴァイオラ（帝国劇場）

2004年
- 2月 「椿姫」（松竹座）
- 5月 「サウンド・オブ・ミュージック」（博多座）
- 8月 「マイ・フェア・レディ」（梅田コマ劇場）
- 11月 「マリー・アントワネット」 - マリー・アントワネット（新橋演舞場）（ミュージカル「マリー・アントワネット」とは別作品）

2005年
- 4月 「トスカ」 - フロリア・トスカ（草月ホール）（同名オペラの原作の戯曲）
- 4月 「トスカ」（シアタードラマシティ）
- 5月 「トスカ」（りゅーとぴあ）
- 8月 「大地真央コンサート2005 Proof of Brightness」（紀尾井ホール）
- 8月 「大地真央コンサート2005 Proof of Brightness」（いずみホール）
- 11月 「マイ・フェア・レディ」（帝国劇場）
- 12月 X'mas ディナーショー（全国4ヶ所）

2006年
- 5月 「マリー・アントワネット」（松竹座）
- 8月 「十二夜」（中日劇場）
- 9月 「十二夜」（波切ホール）
- 10月 「風と共に去りぬ」（博多座）
- 12月 「紫式部ものがたり」（日生劇場） - 紫式部、光源氏（二役）

2007年
- 4月 - 7月 「マイ・フェア・レディ」（全国ツアー）
- 11月 「女ねずみ小僧」（明治座）

2008年
- 3月 「紫式部物語」（松竹座）
- 8月 「紫式部物語」（大阪松竹座）
- 11月 - 12月 「月の輝く夜に」（ル・テアトル銀座他、神戸、名古屋、岸和田、広島）

2009年
- 4月 「マイ・フェア・レディ」（帝国劇場）
- 7月 「ガブリエル・シャネル」（新橋演舞場）

2010年
- 9月 「ヘッダ・ガーブレル」（新国立劇場 小ホール）
- 10月 「マイ・フェア・レディ」（博多座、中日劇場、JBCホール）

2011年
- 5月 「ガブリエル・シャネル」（日生劇場）
- 12月 - 2012年1月　「8人の女たち」（ル・テアトル銀座、森ノ宮ピロティホール）

2012年
- 8月 「大江戸緋鳥808」（明治座）

2013年
- 9月 「40カラット」（大阪松竹座、東京芸術劇場プレイハウス）

2014年
- 1月「コンダーさんの恋 〜鹿鳴館騒動記〜」（明治座）
- 11月 - 12月 「夫が多すぎて」（シアタークリエ）

2015年
- 6月「熱海五郎一座 爆笑ミステリー　プリティウーマンの勝手にボディガード」（新橋演舞場）

2016年
- 10月 - 12月 「一人二役 〜殺したいほどジュテーム〜」（シアター1010、シアタークリエ ほか）フランソワーズ 役[9]

2017年
- 7月 「ふるあめりかに袖はぬらさじ」（明治座）
- 11月 - 12月「夫婦漫才」（博多座、新歌舞伎座、シアター1010）

2018年
- 8月 - 9月 大地真央ディナーショー「Muse」（京王プラザホテルコンコードボールルーム、加賀屋コンベンションホール「飛鳥」、ホテルハマツ「平安の間」）

2019年
- 2月 「夫婦漫才」（明治座、新歌舞伎座ほか）

2020年
- 10月 - 11月　「おかしな二人」(シアタークリエ)

2021年
- 2月 - 3月 「ローズのジレンマ」 (シアタークリエ、新歌舞伎座、刈谷市総合文化センターアイリス)
- 10月 - 11月 「夫婦漫才」（シアター1010、新歌舞伎座、博多座、御園座）

2023年
- 4月 - 5月　「おかしな二人」(シアタークリエ)
- 9月 - 10月　「最高のオバハン中島ハルコ　ナイルの涙」（シアター1010、御園座、博多座、レクザムホール、新歌舞伎座、長野市芸術館、岩手県民会館大ホール、やまぎん県民ホール

2025年
- 2月 「THE BEST New HISTORY COMING」（帝国劇場）[10][11]

### テレビドラマ
- 武蔵坊弁慶（1986年、NHK総合） - 巴御前 役
- スペシャルドラマ「チャオチャオたこかいな〜たこやきルネッサンスや。〜」（1986年、毎日放送） - 主演・田代優子 役
- 大河ドラマ（NHK総合） 
  - 武田信玄（1988年） - 里美 役
  - 功名が辻（2006年） - 市 役
- 女ねずみ小僧[1]（1989年、フジテレビ系） - 主演・お凛 役
- 天国から北へ3キロ（1991年、フジテレビ系） - 主演・千代田たま子 役
- 土曜ワイド劇場（テレビ朝日）
  - 「花嫁の鮮やかな完全犯罪」（1993年） - 主演
  - 「犯罪被害者相談室〜癒やしの事件簿〜」（2007年3月31日、朝日放送） - 主演・藤井若葉 役
  - 「天才刑事・野呂盆六8・見知らぬ他人〜悪女の完全犯罪!」（2013年8月10日、朝日放送） - 三俣東見 役
- 世にも奇妙な物語春の特別編「ある朝パニック」（1994年、フジテレビ系） - 主演
- 金曜エンタテイメント春の特別企画第三弾「ざけんなヨ!!6・家を買ってみたものの」（1994年4月15日、フジテレビ系） - 主演・滝沢亮子 役
- 竜馬がゆく（1997年、TBS） - 坂本乙女 役
- 古畑任三郎 第3シリーズ 第31回「アリバイの死角」（1999年5月4日、フジテレビ系） - 金森晴子 役
- 愛の家〜泣き虫サトと7人の子〜（2003年、NHK総合） - 主演・五十嵐サト 役
- 西遊記（2006年、フジテレビ系） - 羅刹女 役
- MR.BRAIN（2009年、TBS） - 佐々未春 役
- 金曜プレステージ特別企画「刑事・鳴沢了2〜偽りの聖母〜（2011年5月20日、フジテレビ系） - 小山内清美 役
- リッチマン、プアウーマン（2012年、フジテレビ系） - 藤川真沙子 役
- 東京バンドワゴン〜下町大家族物語 第7話（2013年11月23日、日本テレビ系） - 池沢百合枝 役
- 死刑台の72時間（2013年11月26日・12月3日、NHK BSプレミアム） - 薫 役
- 金曜ロードSHOW!「ヒガンバナ〜女たちの犯罪ファイル」（2014年10月24日、日本テレビ系） - 瀬川すみれ 役
- プレミアムよるドラマ「その男、意識高い系。」（2015年、NHK BSプレミアム） - 早乙女蘭子 役
- 金曜プレミアム アンダーウェア（2015年11月13日 - 12月4日、全4話、フジテレビ） - 南上マユミ 役
- ヒガンバナ〜警視庁捜査七課〜（2016年1月13日 - 3月16日、日本テレビ系） - 瀬川すみれ 役[12]
- 連続テレビ小説「とと姉ちゃん」（2016年4月 - 10月、NHK総合） - 青柳滝子 役[13]
- 女たちの特捜最前線 最終話（2016年8月25日、テレビ朝日） - 河原崎時恵 役
- 勇者ヨシヒコと導かれし七人 第7話（2016年11月18日、テレビ東京） - レオパルド（ひとみ） 役[14]
- 二夜連続ドラマスペシャル アガサ・クリスティ そして誰もいなくなった（2017年3月25日・26日、テレビ朝日） - 星空綾子 役
- 釣りバカ日誌 Season2 〜新入社員 浜崎伝助〜 第6話 （2017年5月26日、テレビ東京） - 三輪修子 役
- 警視庁・捜査一課長 Season2 第7話（2017年6月1日、テレビ朝日） ‐ 仙道香奈恵 役
- ドクターX〜外科医・大門未知子〜 第5期（2017年10月 - 12月、テレビ朝日） - 志村まどか 役
- 命売ります 第6話（2018年2月28日、BSジャパン） - 結城みさと（占い師） 役
- 越路吹雪物語（2018年1月30日 - 3月30日、テレビ朝日） - 主演・越路吹雪 役
- ぬけまいる〜女三人伊勢参り（2018年10月 - 12月、NHK総合） - お凛 役
- 相棒 season17 第10話「ディーバ」（2019年1月1日、テレビ朝日） - 神崎瞳子 役
- ドラマスペシャル アガサ・クリスティ 予告殺人（2019年4月14日、テレビ朝日） - 黒岩怜里 役
- 伝説のお母さん（2020年、NHK総合） - 魔王 役
- 連続ドラマW「大江戸グレートジャーニー 〜ザ・お伊勢参り〜」第6話（2020年7月11日、WOWOW） - 麗光院 役 ※ 全編で語りを担当[15]
- 最高のオバハン 中島ハルコ（東海テレビ・フジテレビ） - 主演・中島ハルコ 役
  - 第1シリーズ（2021年4月10日 - 5月29日）[16]
  - 第2シリーズ（2022年10月8日 - 12月10日）
  - 最高のオバハン中島ハルコ〜マダム・イン・ちょこっとだけバンコク〜（2025年1月4日 - 3月15日）[17]
  - 最高のオバハン中島ハルコ スピンオフ〜大谷家の大騒動!in愛知・幸田町〜（2025年3月23日〈予定〉）[18]
- 正直不動産（2022年4月5日 - 6月7日、NHK総合） - マダム 役[19]
  - 正直不動産スペシャル（2024年1月3日、NHK総合・BSプレミアム4K）[20][21]
  - 正直不動産2（2024年1月9日 - 3月12日、NHK総合・BSプレミアム4K）[21]
- 特捜9 Season5 第7話（2022年5月18日、テレビ朝日） - 三条祐子 役
- ハマる男に蹴りたい女（2023年1月14日 - 3月18日、テレビ朝日） - 設楽しま子 役[22]

### Web配信ドラマ
- アンダーウェア（2015年秋、Netflix） - 南上マユミ 役　※配信後にフジテレビ系列で放送[23]

### 映画
- エンジェル 僕の歌は君の歌（1992年） - 神係爽子 役
- 日本沈没（2006年） - 鷹森沙織 役
- 映画 クロサギ（2008年） - さくらママ（染谷綾子） 役
- R100（2013年）
- 高台家の人々（2016年）[24]
- 母性（2022年） - 露木華恵 役[25]
- ゴッドマザー〜コシノアヤコの生涯〜（2025年） - 主演・コシノアヤコ 役[26]

### テレビアニメ
- NO.6（2011年、フジテレビ系） - エリウリアス 役

### 劇場アニメ
- 劇場版ポケットモンスター ベストウイッシュ ビクティニと黒き英雄 ゼクロム・白き英雄 レシラム（2011年、東宝） - ジャンタ 役

### 吹き替え
- ナルニア国物語シリーズ - 白い魔女〈ティルダ・スウィントン〉
  - ナルニア国物語/第1章: ライオンと魔女（2006年）[27]
  - ナルニア国物語/第2章: カスピアン王子の角笛（2008年）
  - ナルニア国物語/第3章: アスラン王と魔法の島（2011年）[28]
- SING/シングシリーズ - ナナ・ヌードルマン〈ジェニファー・ソーンダース〉
  - SING/シング（2017年）[29]
  - SING/シング: ネクストステージ（2022年）[30]

### バラエティ
- 第36回NHK紅白歌合戦（1985年12月31日、NHK総合・ラジオ第1） - 審査員
- キミハ・ブレイク 世界の恐怖映像50連発 2009!（2009年1月13日、TBS）チュートリアルとともに司会を務めた
- DON!（2010年3月30日 - 2011年3月25日、日本テレビ） - 火曜日レギュラー
- 〜どうぶつ冒険バラエティ〜ワンダ!（2011年10月14日 - 2012年9月7日、テレビ東京） - レギュラー
- 象印クイズヒントでピント（1979年3月11日（第2回）[31]〜1979年6月17日（第16回）、テレビ朝日） - 女性軍3枠レギュラー解答者
- いのちの響（TBS）
- コントの劇場 〜The Actors' Comedy〜（NHK BSプレミアム）
- 「エチカの鏡〜ココロにキクTV〜」（フジテレビ） - 不定期出演他

### ラジオ
- きらめく風に乗って〜カゴメ・サウンド・ブランチ〜（エフエム東京）

### CM
- 雪印乳業（現：雪印メグミルク）宝石箱（1980年代初頭）
- サッポロビール グイミー（1982年）、ひとくち生（1984年）
- 宝酒造 紹興酒（1986年）「氷を浮かべて、上海ロック」篇
- くにうみの祭典（1985年）
- 興和 アノンコーワ（1980年代中盤-後半）
- 日本生命 女性向け保険CM・ナイスデイ（1988年）※地方の理容店で働く女性という設定でCMに登場。
- 三洋電機 ルームエアコン PUROO （1990年）
- 銀座ステファニー化粧品 企業CM（2002年 - 2003年）※現在CMは放送されていないが、継続して同社のイメージキャラクターを務めている。
- キリンビバレッジ 上海冷茶（2004年）
- 近未來通信 adomo（2004年）
- サントリーフーズ BOSS・ファーストクラス（2009年）
- アイフル（2018年 - ）いずれも今野浩喜と共演
  - 「試食」篇（2018年4月 - ）
  - 「庭掃除」篇（2018年9月 - ）
  - 「結婚式」篇（2018年10月 - ）
  - 「本当の愛」篇（2019年1月 - ）
  - 「車掌」篇（2019年4月 - ）
  - 「写真撮影会」篇（2019年7月 - ）
  - 「映画館」篇（2019年10月7日 - ）[32]
  - 「動画SNS」篇（2020年1月6日 - ）[33]
  - 「デリバリー女将」篇（2020年4月20日 - ）[34]
  - 「アーティスティックスイミングの美女」篇（2020年8月26日 - ）[35]
  - 「CG女将」篇（2020年11月26日 - ）[36]
  - 「愛のポエム」篇（2020年12月25日 - ）[37]
  - 「ポスター」篇（2021年5月10日 - ）[38]
  - 「ビューティフルファイター」篇（2021年7月17日 - ）[39]
  - 「和尚女将」篇（2021年11月1日 - ）[40]
  - 「最強女将」篇（2022年2月21日 - ）[41]
  - 「現代文講師」篇（2022年5月9日 - ）[42]
  - 「カンフー女将」篇（2022年9月26日 - ）
  - 「フォトジェニック女将」篇（2023年2月20日 - ）
  - 「久しぶりに料亭」篇（2023年6月5日 - ）
  - 「おかみ侍」篇（2023年9月4日 - ）
  - 「ミニパト女将」篇（2023年12月14日 - ）
  - 「意外な女将さん」篇（2024年3月27日 - ）
  - 「バスガイド女将」篇（2024年7月16日 - ）
  - 「鮨屋の大将女将」篇（2024年12月4日 - ）[43]
  - 「お金は賢く使う」篇（2025年3月24日 - ）
- UQコミュニケーションズ「UQモバイル」『シニア三姉妹』篇（2020年8月7日 - ） - 松坂慶子、田中美佐子と共演[44]

## ディスコグラフィ

### シングル
| #                | 発売日         | A/B面          | タイトル                  | 作詞           | 作曲           | 編曲           | 規格品番       |
| 日本コロムビア   | 日本コロムビア | 日本コロムビア | 日本コロムビア            | 日本コロムビア | 日本コロムビア | 日本コロムビア | 日本コロムビア |
| ---------------- | -------------- | -------------- | ------------------------- | -------------- | -------------- | -------------- | -------------- |
| 1                | 1975年 3月1日  | A面            | 悲しみのアイドル          | 橋本淳         | 中村泰士       | 高田弘         | P-395          |
| 1                | 1975年 3月1日  | B面            | 私生活                    | 橋本淳         | 中村泰士       | 高田弘         | P-395          |
| 2                | 1975年 10月1日 | A面            | みずうみ                  | 山川啓介       | 中村泰士       | 馬飼野康二     | P-433          |
| 2                | 1975年 10月1日 | B面            | 最後のおねがい            | 山川啓介       | 中村泰士       | 馬飼野康二     | P-433          |
| 3                | 1977年 1月1日  | A面            | 霧のシベール              | 里中満智子     | 佐瀬寿一       | 佐瀬寿一       | PK-40          |
| 3                | 1977年 1月1日  | B面            | 愛について                | 里中満智子     | 佐瀬寿一       | 佐瀬寿一       | PK-40          |
| 4                | 1977年 4月1日  | A面            | 君はマグノリアの花の如く  | 植田紳爾       | 都倉俊一       | 都倉俊一       | PK-49          |
| 4                | 1977年 4月1日  | B面            | 幸せはどこ                | 植田紳爾       | 都倉俊一       | 田辺信一       | PK-49          |
| ビクター         |                |                |                           |                |                |                |                |
| 5                | 1980年 2月21日 | A面            | マイ・ジュエリー・ラブ    | 篠塚満由美     | 馬飼野康二     | 馬飼野康二     | KV-1036        |
| 5                | 1980年 2月21日 | B面            | 南風                      | 篠塚満由美     | くぎ哲朗       | 戸塚修         | KV-1036        |
| CBS・ソニー      |                |                |                           |                |                |                |                |
| 6                | 1980年 4月21日 | A面            | ボートピア'81がやって来る | 内海重典       | 寺田瀧雄       | 小谷充         | 06SH-748       |
| 6                | 1980年 4月21日 | B面            | ボートピア'81音頭         | 阿古健         | 中元清純       | 小谷充         | 06SH-748       |
| Invitation       |                |                |                           |                |                |                |                |
| 7                | 1982年 3月21日 | A面            | またね                    | 嶺岸未来       | 小笠原寛       | 小笠原寛       | VIHX-1569      |
| 7                | 1982年 3月21日 | B面            | Strange Affair            | 丸山圭子       | 小笠原寛       | 小笠原寛       | VIHX-1569      |
| 8                | 1984年 5月21日 | A面            | この愛よ永遠に            | 小原弘稔       | 吉崎憲治       | 小笠原寛       | VIHX-1634      |
| 8                | 1984年 5月21日 | B面            | タモリさんが作った歌      | 森田一義       | 森田一義       | 小笠原寛       | VIHX-1634      |
| 9                | 1985年 8月21日 | A面            | NEXT DOOR                 | 秋元康         | 岸正之         | 上柴はじめ     | VIHX-1634      |
| 9                | 1985年 8月21日 | B面            | 海をみつめて              | 安井かずみ     | 宮川泰         | 谷口雅洋       | VIHX-1634      |
| ポニーキャニオン |                |                |                           |                |                |                |                |
| 10               | 1988年 6月21日 | A面            | 蒼い地球の女              | 及川眠子       | 中崎英也       | 西平彰         | 7A-0868        |
| 10               | 1988年 6月21日 | B面            | WONDERFUL LIFE            | 及川眠子       | C.Vearncombe   | 西平彰         | 7A-0868        |
| 11               | 1988年 8月21日 | A面            | 真夜中のライオン          | 及川眠子       | 八田雅弘       | 西平彰         | 7A-0887        |
| 11               | 1988年 8月21日 | B面            | ARIA                      | 及川眠子       | 八田雅弘       | 西平彰         | 7A-0887        |
| 日本コロムビア   |                |                |                           |                |                |                |                |
| 12               | 1998年 4月21日 | 01             | 今宵満月                  | 及川眠子       | 都志見隆       | 坂本昌之       | CODA-1481      |
| 12               | 1998年 4月21日 | 02             | シングル・ モード         | 及川眠子       | 羽田一郎       | 岩崎文紀       | CODA-1481      |
| 13               | 2000年 12月1日 | 01             | PARTNERSHIP               | 松任谷由実     | 松任谷由実     | 川口講一       | CODA-1920      |
| 13               | 2000年 12月1日 | 02             | 失恋                      | 松任谷由実     | 松任谷由実     | 新川博         | CODA-1920      |
| 徳間ジャパン     |                |                |                           |                |                |                |                |
| 14               | 2009年 4月8日  | 01             | あなたがすき              | 吉田隆         | 沢田完         | 沢田完         | TKCA-73418     |
| 14               | 2009年 4月8日  | 02             | 私はうた                  | 吉田隆         | 沢田完         | 沢田完         | TKCA-73418     |

### 企画シングル
- 恋の曼陀羅（1980年／CBS・ソニー、07SH-906）
  - 作詞：田辺聖子、柴田侑宏／作曲・編曲：寺田瀧雄
- I LOVE BIG APPLE（1981年／CBS・ソニー、07SH-1006）
  - 作詞：酒井澄夫／作曲・編曲：寺田瀧雄
- SO NICE DAY／アスファルトはフリー（1984年／プロモーション用シングル／PRA-11315）
  - SO NICE DAY - 作詞：三浦徳子／作曲・編曲：井上大輔
  - アスファルトはフリー - 作詞：三浦徳子／作曲・編曲：井上大輔

### アルバム
- 大地　真央　BEST 配信限定アルバム (2017年11月22日(オリジナル発売日 1988年01月21日/ビクターエンタテインメント))
  - 01 RIMBAUD（ランボオ）
  - 02 Stand By Me
  - 03 この愛よ永遠に（TAKARAZUKA FOREVER）
  - 04 センチメンタル・アヴェニュー
  - 05 YOU'RE SO SEXY
  - 06 パーティーはおしまい
  - 07 タモリさんが作った歌
  - 08 黒猫と私
  - 09 I love How You Love Me（忘れたいのに）
  - 10 漂流記
  - 11 果てぬ想い　　To Know Him is To Love Him
  - 12 海をみつめて

### タイアップ曲
| 年     | 楽曲             | タイアップ                                                   |
| ------ | ---------------- | ------------------------------------------------------------ |
| 1982年 | またね           | サッポロビール「グイミー・サマーオレンジ」キャンペーンソング |
| 1984年 | SO NICE DAY      | 日本生命「ナイスデイ」CMソング                               |
| 1985年 | NEXT DOOR        | フジテレビ系テレビドラマ「のぶ子マイウェイ」主題歌           |
| 1988年 | 真夜中のライオン | 興和「アノン」CMソング                                       |
| 2009年 | あなたがすき     | NHKの音楽番組「みんなのうた」挿入歌                          |

### シングル
- ｢サン・トワ・マミー｣ (2018年2月21日/UNIVERSAL MUSIC)

### アルバム
- 『越路吹雪物語』主題歌集(2018年03月07日/UNIVERSAL MUSIC)

その他 宝塚歌劇実況LPほか
多数。
各種ダウンロード販売・サブスク他もある。

## 受賞歴
- 第15回菊田一夫演劇賞（1990年、『マイ・フェア・レディ』のイライザ役に対して）
- 第22回松尾芸能賞優秀賞・演劇部門（2001年）
- 第36回菊田一夫演劇賞・特別賞（2011年、『マイ・フェア・レディ』のイライザ役600回以上の公演の偉業に対して）
- 第2回プラチナエイジスト・女性部門（2016年）[46]
- フォーエバーマーク賞（2016年）[47]

## 著書
- 『私ね…。大地真央』マガジンハウス 2007